# Supralibros
Supralibros (lat. 'på bogen'; også superexlibris) er et ejermærke der kan være et våben eller monogram ofte i blindtryk anbragt uden på bogbindet.
- Læderindbinding udført for den franske bogsamler Jean Grolier
- Tegning af Hans Holbein den yngre til en bogs metaldække